# Sébastien Roch
Sébastien Roch ist ein Roman des französischen Schriftstellers Octave Mirbeau, der am 26. April 1890 bei Charpentier erschien, nachdem er bereits als Feuilletonroman im L’Écho de Paris veröffentlicht wurde.
Die letzte Auflage, mit einem Vorwort und Kommentar von Pierre Michel, erschien im Februar 2011 bei L’Âge d’Homme (Lausanne).

## Der Roman

### Thema
In seinem dritten Roman thematisiert, Mirbeau ein großes Tabu: die Vergewaltigung von Jugendlichen durch Priester. Ein Thema, über das man erst ein Jahrhundert nach Veröffentlichung des Romans zu sprechen beginnt. So herausragend dieser schöne und bewegende Roman auch ist, er ist Opfer einer wahren „Konspiration des Schweigens“ geworden.

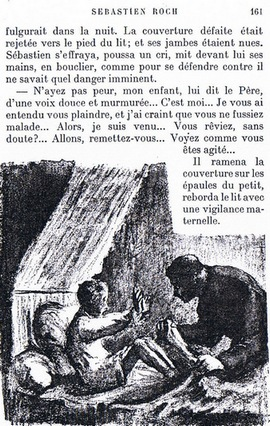
Henri-Gabriel Ibels, 1906

Es ist der Bericht der Opferung eines Kindes, dessen Persönlichkeit während der Jahre auf dem Collège vollkommen gebrochen wird, und der Vergewaltigungen, die es erleiden muss.
Nachdem er in guter körperlicher und seelischer Verfassung auf dem Collège des Jésuites de Vannes eintrifft – wo Mirbeau selbst studierte und 1863 unter mehr als verdächtigen Umständen der Einrichtung verwiesen wurde –, wird der Name des jungen Sébastien Roch, der höchst bezeichnend ist, für immer in den Schmutz gezogen. Auch er wird schließlich ungerechtfertigterweise und unter üblen Anschuldigungen der Einrichtung verwiesen.
Die jesuitische Erziehung stellt eine Vergewaltigung seines Geistes dar, die mit der Vergewaltigung seines Körpers einhergeht, nach der vorsätzlichen Verführung, die zynischerweise von einem machiavellistischen Priester ausgeht, seinem Lehrer, dem Père de Kern. Dieser veranlasst schändlicherweise noch dazu, dass er dem Collège unter dem Vorwand der angeblichen „besonderen Zuneigung“ zu seinem einzigen Freund und Vertrauten, dem wortkargen und rebellischen Bolorec, verwiesen wird.
Die Persönlichkeit Sébastiens wird dadurch für immer gebrochen und sein hoffnungsloses Leben hat jeden Sinn verloren, jeden Wert, und jeden Zweck; statt eines Bildungsromans, den man erwarten würde, zeigt uns Mirbeau den Prototyp des Anti-Bildungsromans.

### Bedeutung
Jenseits des Stoffes der sexuellen Gewalt, versinnbildlichen diese beiden Vergewaltigungen – hinzu kommt noch die Thematik des Inzests (denn der jesuitische „Vater“ steht auch für den biologischen Vater und ein intellektuelles Vorbild) – die „Ermordungen der kindlichen Seele“, derer sich die religiösen Collèges gänzlich ungestraft schuldig machen.
Die Armee, Komplizin des „Aspergills“, vollendet die Arbeit der Jesuiten, die Octave Mirbeau als „Seelenverrotter“ und „Seelenzermalmer“ bezeichnet. Sébastien wird im Laufe einer Episode des Deutsch-Französischen Kriegs auf besonders widersinnige Weise getötet, denn er kämpft, dem Beispiel des Schriftstellers folgend, in der Loirearmee.
Die letzten Zeilen des Romans zeigen uns Bolorec, der den Leichnam seines Freundes trägt und im Dunst niedersinkt, „unter Kugeln und Granaten“.
Im Unterschied zu Mirbeaus übrigen Romanen ist der größte Teil des Berichts in der dritten Person geschrieben, aus Sicht eines anonymen Zeugen, der gleichermaßen ein allwissender Erzähler ist, denn die Schilderung der Vergewaltigung betont ihre Unaussprechlichkeit. Der Bericht der Vergewaltigung stricto sensu wird außerdem durch eine Zeile Auslasspunkte ersetzt, wie auch im Falle einer anderen Vergewaltigung in seinem unter dem Pseudonym Alain Bauquenne veröffentlichten Roman von 1882, L’Écuyère. Der zweite Teil des Buches jedoch besteht mehrheitlich aus lange Passagen aus dem Tagebuch Sébastiens, was der Subjektivität Raum gibt.

## Übersetzungen ins Deutsche
- Sebastian Roch, Sittenroman,  Wiener Verlag, 1902, 378 S., Übersetzung von Franz Hofen.